# Tipula (Acutipula) umbrinoides
Tipula (Acutipula) umbrinoides is een tweevleugelige uit de familie langpootmuggen (Tipulidae). De soort komt voor in het Oriëntaals gebied.